# 48 ساعة
48 ساعة هو فيلم أكشن كوميدي أمريكي من إخراج والتر هيل وبطولة نيك نولتي، إيدي ميرفي وأنيت أوتول. صدر الفيلم في 8 ديسمبر 1982.

## روابط خارجية
- 48 ساعة على موقع IMDb (الإنجليزية)
- 48 ساعة على موقع ميتاكريتيك (الإنجليزية)
- 48 ساعة على موقع روتن توميتوز (الإنجليزية)
- 48 ساعة على موقع نتفليكس (الإنجليزية)
- 48 ساعة على موقع قاعدة بيانات الأفلام العربية
- 48 ساعة على موقع ألو سيني (الفرنسية)
- 48 ساعة على موقع Turner Classic Movies (الإنجليزية)
- 48 ساعة على موقع أول موفي (الإنجليزية)
- 48 ساعة على موقع بوكس أوفيس موجو (الإنجليزية)
- 48 ساعة على موقع فيلمافينيتي (الإسبانية)